# تیلور وودرو
تیلور وودرو (انگلیسی: Taylor Woodrow) شرکتساخت‌وساز بریتانیایی است، که در سال ۱۹۲۱ تأسیس شد.